# Crepischiza ertli
Crepischiza ertli är en skalbaggsart som beskrevs av Moser 1914. Crepischiza ertli ingår i släktet Crepischiza och familjen Melolonthidae. Inga underarter finns listade i Catalogue of Life.